# كوردينونز
كوردينونز هي بلدية في مقاطعة بوردينوني في منطقة فريولي فينيتسيا جوليا الإيطالية ، وتقع على بعد حوالي 90 كيلومتر (90 كـم) شمال غرب ترييستي حواللي 4 كيلو متر شمال شرق بوردينوني . اعتبارًا من 31 ديسمبر 2004 ، فبلغ عدد سكانها 17738 نسمة ،وتقدر مساحتها 56.8 كيلومتر مربع (21.9 ميل2) .
تحتوي بلدية مقاطعة كوردينونز على (التقسيمات الفرعية للقرى والمحافظات بشكل رئيسي) لمنطقة فرازيوني ، نوجاريدو ، باش ، رومان ، سكلافونس ، وفيلا داركو ، تراميت.

## في الماضي
هاجر سكان مدينة مقاطعة كوردينونز في عام 1000 قبل الميلاد (فنيته أو فينيتو) Veneti (من جمهورية التشيك الحالية) إلى هذه المنطقة ؛ تبعهم السلتيون (800 – 700 قبل الميلاد). فأسست وحدة هذه المجتمعات (كشعوب السلت والفنيسية) أول نواة لسكان المنطقة. فأصبحت المنطقة مقاطعة رومانية. عندما تم إنشاء طريق مدينة بوستوميا أو فوستوميا، من أجل الدفاع عن التجارة ،فأُنشئوا العديد من الحواجز: وطوروا كوردينونزعن بكرة ابيها. وبعدها تعرضت المنطقة لغزو من شعوب القوط الغربيين (401-408 م) ، الهون (452 م) ، لونجوباردس (568 م).
يظهر الاسم رسميًا لأول مرة في دبلوم مؤرخ 5 مايو 897 ، ينتمي إلى الطبيب الإيطالي جاكابو بيرينغاريوس . الاسم مشتق من الكلمة الايطاليه Cortes Naonis (بمعنى محكمة النهر). ومع ذلك، لا يشير الاسم إلى موقع محدد بدلاً من ذلك ، منطقة أكبر في ظل حكومة الإمبراطورية الرومانية.
على الرغم من أن الغزوات الهنغارية كانت كارثية، إلا أنها لم تنبئ بنهاية القرية، حيث أصبحت في عام 1029 أرضًا أولية لمنزل أوزي البافاري وأخيراً منزل آل هابسبورغ.
مع الأحداث النابليونية، أصبحت كوردينونز بلدية مستقلة وبعد نهاية جمهورية البندقية، أصبحت أراضي تابعة للإمبراطورية النمساوية المجرية حتى عام 1866 عندما تم ضم كوردينونز إلى مملكة إيطاليا.
وبعد الحرب العالمية الثانية، تم استثمار كوردينونز بالميدالية البرونزية العسكرية لدعم المقاومة الحزبية.
وتم تطويرها في الفترة المعاصرة، في مجال صناعة الورق والحرير والقطن ).

## في القرن الـ21
في الوقت الحاضر، خلق التطور الصناعي للمراكز الكبرى صناعات كوردينونس. يعتمد الاقتصاد على الزراعة وتربية المواشي. تُستخدم كوردينونز بشكل أساسي كمجتمع يساعد العمال على سفرهم إلى المراكز الصناعية المجاورة (وليس فقط): من بردنونه إلى أدينه وكذلك تريفيزو وتريست.
فتدير بلدية مقاطعة كوردينونز العديد من الأنشطة الثقافية التي تسهم في إعطاء الفرصة لسكانها ،فعلى سبيل المثال تستضيف البلدية بطولة التنس
أكثر مايميز كوردينونز هو مكانها الجغرافي فالخصائص الرئيسية التي تميزها هي التربة الخصبة ،والاحجار الكريمة التي تتميز بها عن غيرها من المقاطعات.

## بعضاً من سكانها
- إليو دي آنا
- نيلسون ديبنديت ، لاعب هوكي الجليد المحترف
- ماريو موريلو
- جاك DelZotto & Maria DelZotto (Romanin) - مجموعة شركات Tridel Group ، تورنتو ، أونتاريو ، كندا

## روابط خارجية
- باللغة الإيطالية www.comune.cordenons.pn.it
- neos1.fortunecity.com
- باللغة الإيطالية rete.comuni-italiani.it